# Microgeshna
Microgeshna és un gènere monotípic d'arnes de la família Crambidae. Conté només una espècie, Microgeshna laportei, que es troba a les Seychelles, on s'ha registrat a Aldabra.